# Carcinoma follicolare della tiroide
Il carcinoma follicolare della tiroide è, per frequenza, il secondo tumore della tiroide di natura maligna.

## Fattori di rischio
Fra i fattori di rischio si ritrovano le radiazioni ionizzanti, la mezza età e il sesso femminile.

## Clinica
In genere si presenta con un unico focolaio, diffonde principalmente per via ematica (ossa e polmoni) e solo tardivamente per via linfatica. Il carcinoma follicolare spesso invade la capsula che lo circonda in maniera limitata (cancro minimamente invasivo), ma quando tale invasione è importante (cancro invasivo) ha un atteggiamento più aggressivo. Esiste una variante più aggressiva di tale tumore, il carcinoma a cellule di Hurtle, che ha spesso focolai multipli e metastasi linfonodali.

## Diagnosi
Postoperatoria: è possibile solo con l'esame istologico definitivo. Infatti l'esame citologico e l'esame istologico intraoperatorio consentono di individuare una "proliferazione follicolare". L'osservazione dell'invasione della capsula è la sola caratteristica che permette di fare la diagnosi differenziale fra adenoma follicolare e carcinoma.

## Terapia
La necessità di avere un esame istologico definitivo obbliga i pazienti con "proliferazione follicolare" a subire un intervento di emitiroidectomia con finalità diagnostica. Quell'unico caso su 5 in cui la diagnosi definitiva è di "carcinoma follicolare" dovrà essere rioperato per asportare la restante tiroide (realizzando in definitiva una tiroidectomia totale).
Il trattamento del carcinoma follicolare (tranne la varietà a cellule di Hurtle) viene completato con terapia radiometabolica, per "sterilizzare" eventuali focolai distanti di malattia microscopici (non evidenti alle indagini diagnostiche).